# Fechenheimer Weiher
Der Fechenheimer Weiher (in amtlichen Karten auch als Fechenheimer Waldsee bezeichnet) ist ein Grundwassersee in einer ehemaligen Kiesgrube auf dem Gebiet von Frankfurt am Main. Das Stillgewässer mit einer Wasserfläche von 2,6 Hektar liegt auf dem Gebiet des östlichen Stadtteils Fechenheim im Frankfurter Grüngürtel. Die Grube ist etwa im Jahr 1870 durch Kiesabbau in einem Erlen-Bruchwald entstanden und erlangte Anfang der 1960er-Jahre ihre heutige Größe.

## Lage

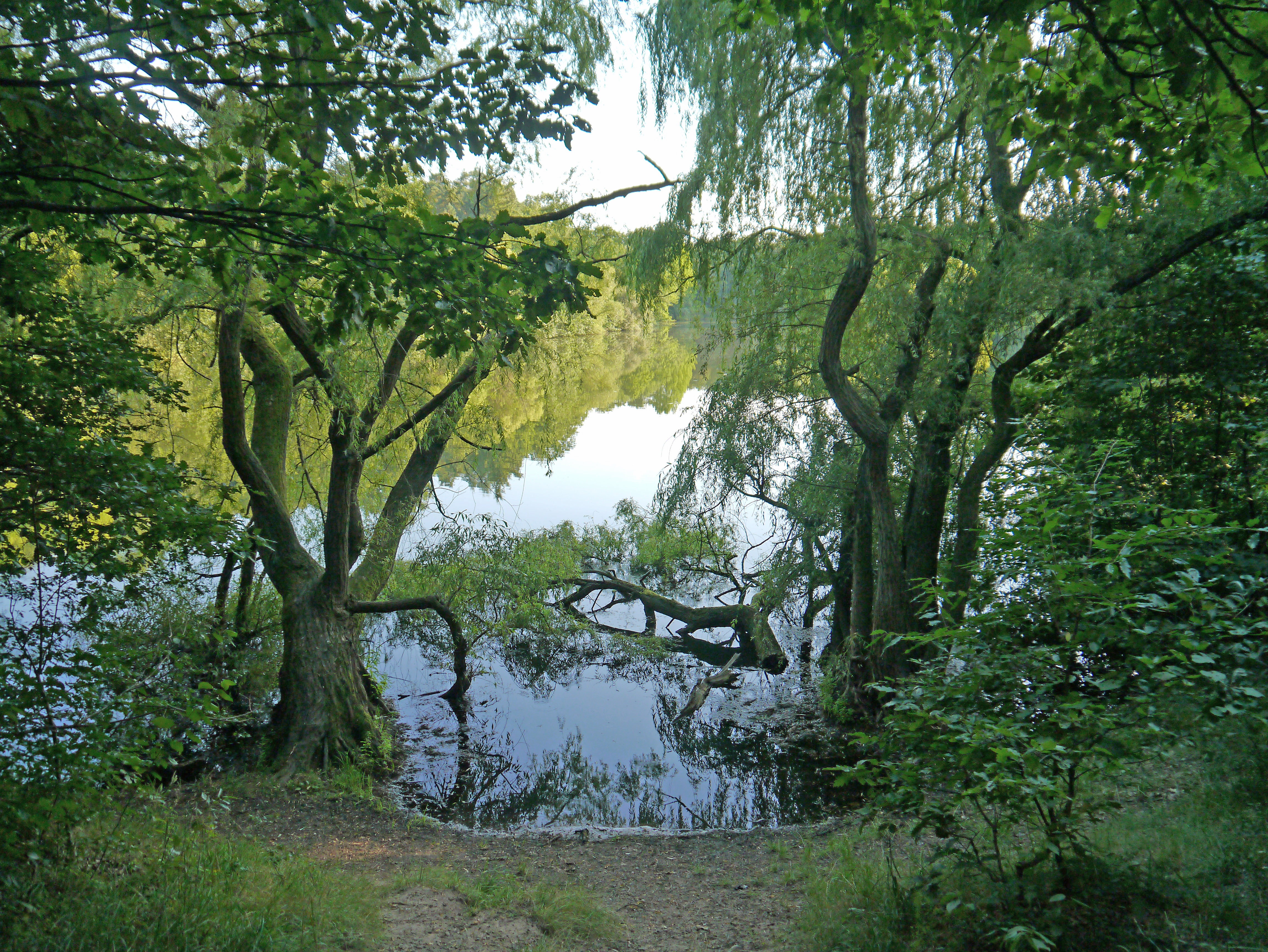
Ansicht von Norden

Der Fechenheimer Weiher liegt im äußersten Nordosten Fechenheims im kommunalen Forst Fechenheimer Wald, unmittelbar südlich der Trasse der Bundesautobahn 66, die dort die Grenze zum Stadtteil Enkheim bildet. Das Gebiet gehört zum östlichen Abschnitt des Frankfurter Grüngürtels.
Der Uferweg ist als Waldlehrpfad mit Infotafeln zu Fauna und Flora des Gewässers ausgestattet. Seit 1973 ist der Weiher als Fischgewässer an den Angelsportverein ASV 1946 Fechenheim Bischofsheim verpachtet. Wassersport, Boote und Schwimmen sind nicht gestattet.

## Flora und Fauna
Das Ufer ist dicht mit Bäumen und Sträuchern bestanden. Zu den dort vorherrschenden Baumarten zählen Schwarz-Erle (Alnus glutinosa), Roteiche (Quercus rubra), Esche (Fraxinus excelsior) sowie Vogel-Kirsche (Prunus avium). Am Ufer wachsen Schwertlilien (Iris), Schilfrohr (Phragmites australis), Rohrkolben (Typha), Zweizähne (Bidens) und Binsen (Juncus).
Von den im Weiher lebenden Fischarten sind Hecht (Esox lucius) und Zander (Sander lucioperca, auch als Hechtbarsch bezeichnet) als Raubfische erwähnenswert. Im Fechenheimer Weiher liegt nahe dem westlichen Ufer eine kleine Insel, die Vögeln als Brutgebiet dient und außerdem von den am und im Wasser lebenden Reptilien und Amphibien als Rückzugsstätte genutzt wird.